# Raymonde Dien

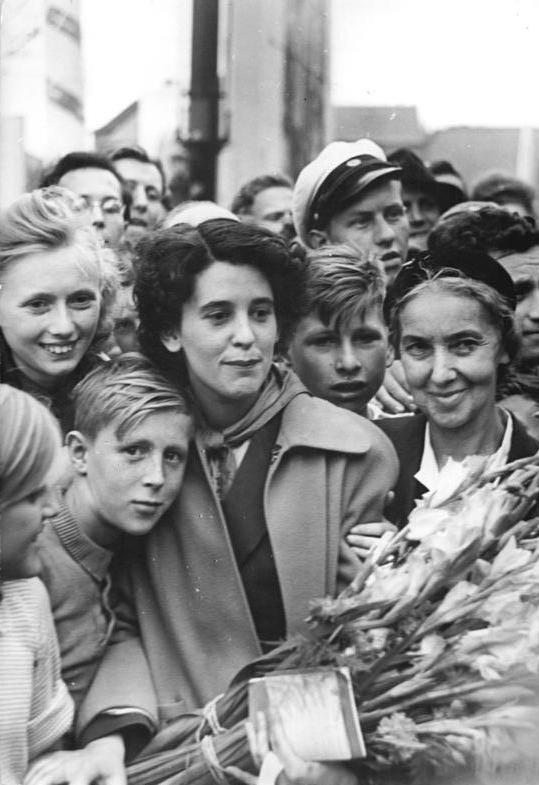
Raymonde Dien bei den III. Weltfestspielen 1951 in Berlin

Raymonde Dien, geborene Octavia Raymonde Emilia Huberdeau (* 13. Mai 1929 in Mansigné, Département Sarthe; † 19. August 2022 in Saint-Denis) war eine französische kommunistische Friedensaktivistin, die nach einer Protestaktion in Frankreich 1950 gegen den Indochinakrieg im selben Jahr zu einem Jahr Gefängnis verurteilt wurde.

## Leben
Dien, von Beruf Stenotypistin, beteiligte sich am 23. Februar 1950 mit Hunderten von Mitgliedern und Sympathisanten der Kommunistischen Partei Frankreichs (KPF, französisch PCF) an einer Kundgebung am Bahnhof von Saint-Pierre-des-Corps bei Tours, um den Transport eines Eisenbahnzuges mit Waffen für Indochina zu blockieren. Die Menschenmenge besetzte die Gleise, wobei sich einige Demonstranten auf die Schienen legten. Zu ihnen gehörte Dien, die danach von Zeugen identifiziert wurde.

„Woran ich dachte, als ich mich vor den Zug mit Kriegsmaterial warf? An eines dachte ich. Der Krieg muß mit allen Mitteln aufgehalten werden. Ich handelte im Sinne dieser geheiligten Idee. Es war kein Verzweiflungsakt.“

Raymonde Dien wurde zunächst in das Gefängnis von Tours verbracht, danach wurde sie in das Fort du Hâ in Bordeaux überführt, wo sie sich mit zwei ehemaligen Gestapo-Mitarbeiterinnen eine Zelle teilen musste. Danach wurde sie von einem Militärgericht angeklagt, wobei sie von der Rechtsanwältin Marie-Luise Jacquier-Cachin verteidigt wurde. Am zweiten Prozesstag im Juni 1950 wurde sie zu einem Jahr Gefängnis und zu 15 Jahren Entzug der Bürgerrechte verurteilt.
Die KPF initiierte daraufhin sowohl in Frankreich wie auch in den sozialistischen Ländern des Ostblocks eine weltweite Kampagne zu ihrer Freilassung. Der KPF-Vorsitzende Maurice Thorez erklärte: „Wir müssen Raymonde Dien und Henri Martin aus den Gefängnissen befreien.“  Die weltweiten Proteste und Solidaritätsbekundungen  führten dazu, dass sie zu Weihnachten 1950 frei kam.
Im April 1951 reiste Raymonde Dien auf Einladung des Polnischen Jugendverbandes nach Warschau, wo ihr ein begeisterter Empfang bereitet wurde.
Bei den III. Weltfestspielen der Jugend und Studenten im August 1951 in Ost-Berlin war sie als Ehrengast eine gefeierte Teilnehmerin. Unter einem großen Bild von Raymonde Dien stand die Losung „Alle Mädchen in der Welt! Im Kampf für den Frieden liegt euer Glück und eure Zukunft!“ In einem Interview zum Abschluss der Weltfestspiele erklärte sie:

„Das Aufhalten eines Munitionszuges genügt heute nicht mehr. Der Friedenskampf ist schwerer geworden. Wir müssen alle Kräfte sammeln, um den Frieden zu sichern und zu verhindern, daß neue Waffen nach Korea geschickt werden!“

Raymonde Dien war von 1953 bis 1958 Leiterin der Mädchenorganisation der KPF. Danach war sie bei der Gewerkschaft CGT angestellt. Von 1963 bis zum Vorruhestand 1985 arbeitete sie bei der Presseagentur "Agence centrale de publicité" (ACP).

## Darstellung in der bildenden Kunst

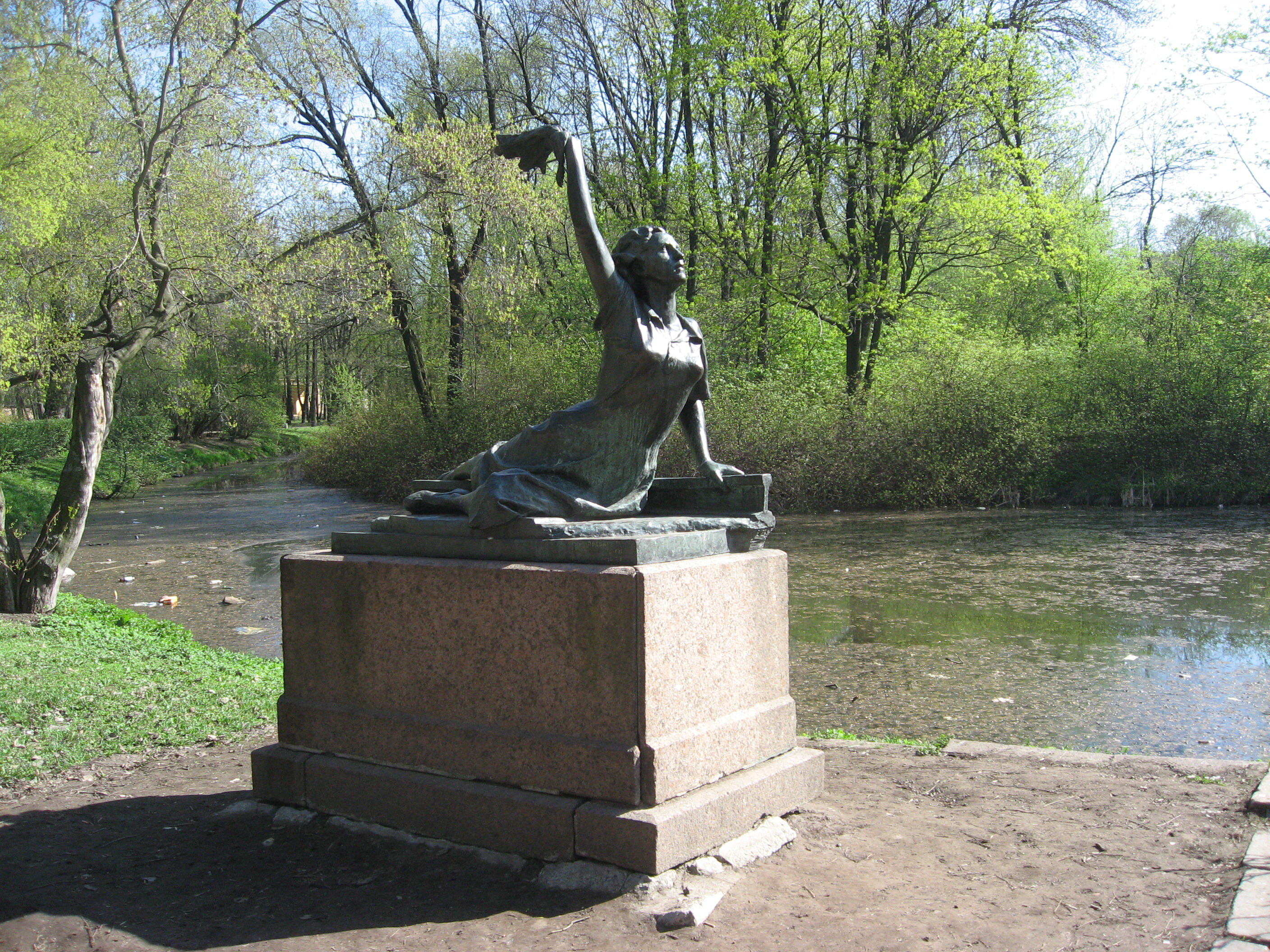
Denkmal der Friedensaktivistin im Park des Sieges in St. Petersburg

- Walter Münze: Raymonde Dien (Tafelbild, Öl; 1953)
- Walerian Kirchoglani: Statue für den „Park des Sieges“ in St. Petersburg, die Raymonde Dien auf den Schienen liegend darstellt (1953). Eine Kopie dieser Statue befindet sich in Zelenogorsk.

## Ehrungen
- Am 2. September 2004 wurde ihr die Medaille der Freundschaft von Vietnam verliehen.
- Im VI. Bezirk von Ho-Chi-Minh-Stadt trägt eine Straße ihren Namen.
- In der DDR gab es das zentrale Pionierlager des Bezirkes Neubrandenburg „Raymonde Dien“ in Trassenheide; weiterhin waren eine Betriebsberufsschule der HO Industriewaren in Berlin, ein Kindergarten in Burg[9] und ein FGDB-Ferienheim in Frauenwald nach ihr benannt.
- Ein 1950 von Sergej Prokofjew komponiertes Oratorium Auf Friedenswacht mit Text von Samuil Marschak enthält eine Reverenz an die Kriegsgegnerin Raymonde Dien.
- In Saint-Pierre-des-Corps gibt es eine „Straße des 23. Februar“, die an die Schienenblockade von 1950 erinnert.